# Gênero (arte)
Arte de Gênero é a representação em qualquer uma das várias mídias de cenas ou eventos da vida cotidiana, como mercados, ambientes domésticos, interiores, festas, cenas de pousadas, trabalho e cenas de rua. Essas representações (também chamadas de obras de gênero, cenas de gênero ou visões de gênero) podem ser realistas, imaginadas ou romantizadas pelo artista. Algumas variações do termo arte de gênero especificam o meio ou tipo de trabalho visual, como em pintura de gênero, gravuras de gênero, fotografias de gênero e assim por diante.
Arte de Gênero não deve ser confundido com Gênero na Arte.

## Gênero na Arte
A distinção entre "gênero na arte" e "arte de gênero" envolve dois conceitos que, embora relacionados ao campo artístico, têm significados e enfoques bastante diferentes.
O termo gênero na arte refere-se à forma como o gênero social, que engloba questões de identidade, papéis e estereótipos de gênero, influencia a produção e a recepção das obras artísticas. Aqui, "gênero" é entendido de maneira ampla e social, englobando não apenas as características biológicas, mas principalmente as construções culturais e sociais associadas aos papéis e expectativas de cada sexo.
O gênero na arte é um campo de análise que leva em consideração a representação de homens e mulheres nas obras, como esses personagens são construídos ou desconstruídos na arte e como as normas de gênero são desafiadas ou reforçadas. As questões de feminismo, identidade queer, e outros movimentos sociais estão fortemente ligados à ideia de gênero na arte. Artistas que exploram essas temáticas questionam e subvertem as representações tradicionais, oferecendo novas perspectivas sobre como os gêneros são vistos, expressos e vivenciados na sociedade.

### Exemplos
Artemisia Gentileschi, uma pintora barroca, retratou mulheres fortes e determinadas, como em sua famosa obra Judite decapitando Holofernes. Ela pode ser vista como uma figura precursora da exploração das questões de gênero na arte, desafiando as expectativas de sua época.
Frida Kahlo, por sua vez, explorou suas próprias experiências com dor, identidade de gênero e feminilidade, utilizando sua arte como uma forma de questionamento e autoexpressão.

## Arte de Gênero
Por outro lado, arte de gênero refere-se a um estilo ou categoria de pintura que era popular especialmente na Europa, durante os séculos XVII e XVIII. Nessa acepção, "gênero" não diz respeito às questões de identidade sexual ou social, mas a uma categoria temática que descrevia certos tipos de cenas ou assuntos representados.
A arte de gênero inclui, por exemplo, paisagens, retratos, naturezas-mortas e, especialmente, cenas da vida cotidiana, como interiores domésticos, festas, mercados e pessoas realizando atividades corriqueiras, como tocar música, dançar, ou se alimentar. Essas cenas eram, muitas vezes, representadas de forma detalhada e realista, revelando aspectos do cotidiano das classes média e baixa.
Essa forma de arte teve grande popularidade durante o século XVII, especialmente na Holanda, onde os artistas, como Jan Vermeer, produziram obras que retratavam momentos simples da vida cotidiana, mas com grande sofisticação técnica e atenção aos detalhes. A arte de gênero, portanto, não é definida pelo gênero social ou identitário, mas pela categoria de tema abordado na obra.
O conceito de Arte de Gênero, contudo, extrapolando a esfera da representação pictórica, refere-se às demais manifestações artísticas, suportes e mídias.

### Exemplos
Johannes Vermeer com a obra Moça com Brinco de Pérola representa uma cena que, embora focada em um retrato feminino, pode ser considerada parte da arte de gênero devido à sua representação do cotidiano e da vida burguesa.
David Teniers, com suas cenas de aldeias e tavernas, focava em temas de gênero popular como festas, jogos e o comportamento social das classes mais baixas.
A principal diferença entre gênero na arte e arte de gênero reside no foco e no contexto em que o termo "gênero" é utilizado:
Gênero na arte envolve questões socioculturais e políticas relacionadas ao papel das identidades masculinas e femininas, suas representações e o impacto dessas representações na sociedade e na produção artística.
Arte de gênero, por sua vez, é uma categoria específica da história da arte que se concentra em representações de cenas cotidianas, atividades domésticas ou de lazer, com uma abordagem mais descritiva e, muitas vezes, uma busca pela representação da vida real de uma maneira idealizada ou observacional.
Ambos os conceitos são importantes para entender como a arte reflete e interage com o contexto social e cultural, mas eles operam em esferas muito distintas dentro da produção e da análise artística.

## Pintura de Gênero

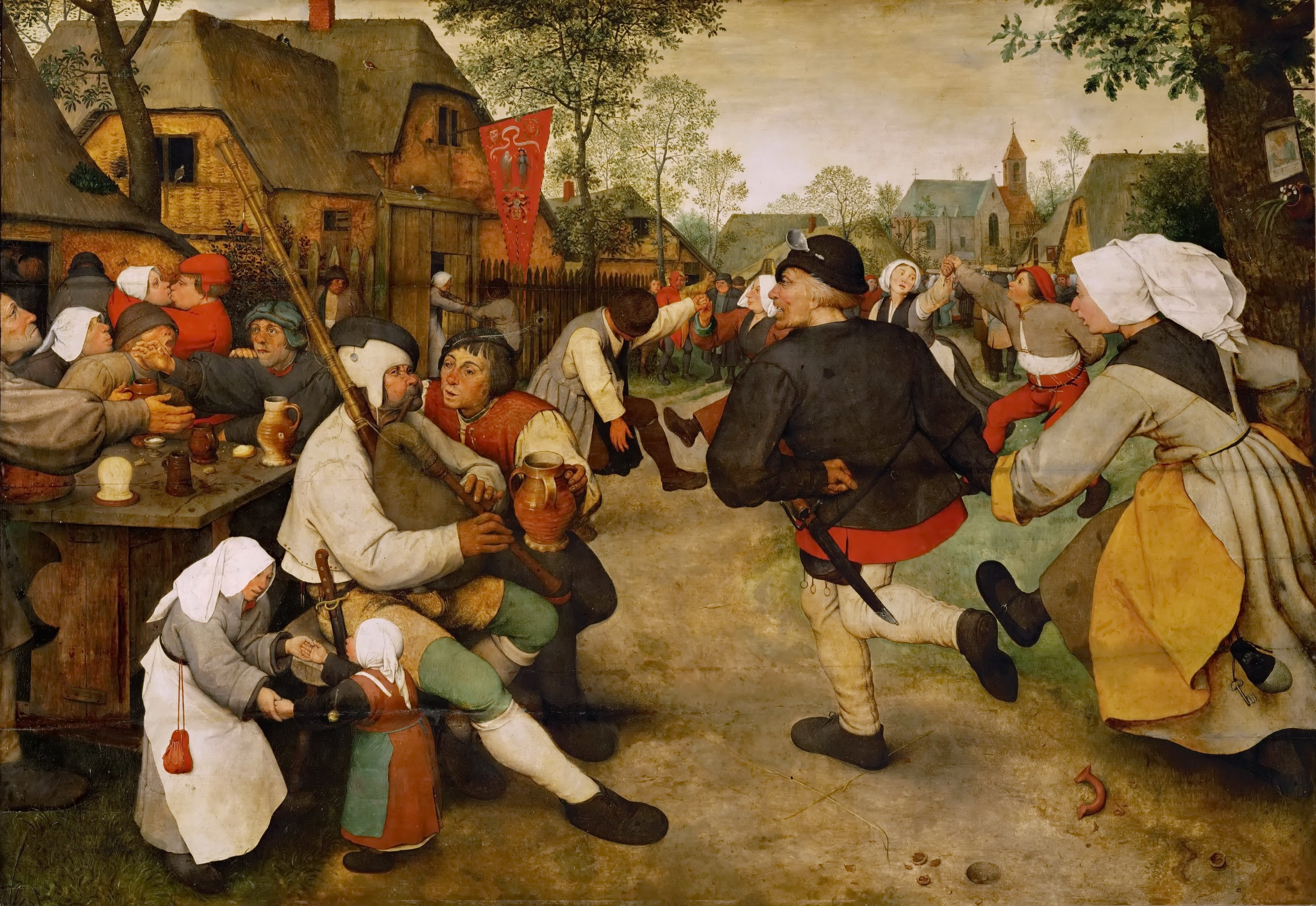
Dança camponesa (c. 1568). Pieter Bruegel, o Velho

A pintura de gênero, também chamada de cena de gênero ou pequeno gênero, descreve aspectos da vida cotidiana retratando pessoas comuns envolvidas em atividades comuns. Uma definição comum de uma cena de gênero é que ele mostra figuras a quem nenhuma identidade pode ser anexada individual ou coletivamente - assim, distinguindo o pequeno gênero das pinturas da história (também chamado de grande gênero) e retratos.
A pintura de gênero é uma forma de arte cativante que oferece uma janela para a vida cotidiana de pessoas de várias esferas da vida. Explorar as nuances da pintura de gênero nos permite apreciar sua rica história, significado e características únicas.

## Fotografia de Gênero
Enquanto a pintura de gênero começou, no século XVII, com representações de europeus da vida europeia, a invenção e o desenvolvimento inicial da fotografia coincidiram com a era mais expansiva e agressiva do imperialismo europeu, em meados do final do século XIX, e assim as fotografias de gênero, tipicamente feitas na proximidade de expedições militares, científicas e comerciais, frequentemente também retratam pessoas de outras culturas que os europeus encontraram em todo o mundo.
Embora as distinções não sejam claras, as obras de gênero devem ser distinguidas dos estudos etnográficos, que são representações pictóricas resultantes da observação direta e do estudo descritivo da cultura e do modo de vida de sociedades particulares, e que constituem uma classe de produtos de disciplinas como antropologia e ciências comportamentais.
O desenvolvimento da tecnologia fotográfica para tornar as câmeras portáteis e as exposições instantâneas permitiu que os fotógrafos se aventurassem além do estúdio para seguir outras formas de arte na representação da vida cotidiana. Esta categoria passou a ser conhecida como fotografia de rua.